# Co sập

Trong sự nổ (trên) thì lực phát ra khỏi nguồn. Còn sự co sập (dưới) thì vật thể sụp đổ vào chính nó (thường là bị nghiền nát bởi lực nào đó bên ngoài).

Co sập (tiếng Anh: implosion) là một quá trình trong đó vật thể bị phá hủy bằng cách sụp đổ (hoặc bị ép) vào chính nó. Đối lập với sự nổ thì sự co sập làm tập trung vật chất và năng lượng thay vì phân tán. Sự co sập ở dạng chân chất nhất thì thường là bao hàm sự chênh lệch giữa áp lực bên trong (thấp hơn) và áp lực bên ngoài (cao hơn) – hoặc chênh lệch giữa áp lực hướng vào và áp lực hướng ra – lớn đến mức khiến cấu trúc sụp đổ hướng vào bên trong chính nó, hoặc hướng vào phần không gian mà nó chiếm giữ nếu nó không phải là một vật thể hoàn toàn đậm đặc. Ví dụ như một chiếc tàu ngầm bị nghiền nát từ bên ngoài bởi áp suất thủy tĩnh của nước bao quanh, hay sự sụp đổ của một ngôi sao to lớn dưới áp lực hấp dẫn của chính nó.
Sự co sập có thể đẩy vật liệu ra bên ngoài (ví dụ do vật liệu rơi hướng vào bên trong, va chạm gây sức bật dội ngược ra lại; hoặc khi các bộ phận bên trong bị sụp đổ thì vật liệu ngoại vi bị văng ra), nhưng đây không phải là một cấu thành cốt yếu của sự co sập và không phải tất cả các loại co sập đều trở nên vậy. Nếu vật thể mà trước đó là đậm đặc, thì sự co sập thường bắt nó phải chuyển sang dạng dày đặc hơn – tức là làm cho tập trung hơn, dồn nén hơn, dày đặc hơn hoặc chuyển hóa thành vật liệu mới dày đặc hơn nguyên bản.

## Ví dụ

### Vũ khí hạt nhân
Trong một cách thiết kế vũ khí hạt nhân kiểu co sập, một khối cầu plutoni, urani hoặc 'vật liệu dễ phân hạch' khác bị co sập bởi các chất nổ được sắp đặt theo khối cầu. Điều này làm giảm thể tích vật liệu và do đó làm tăng mật độ của nó theo hệ số từ hai mươi đến ba mươi phần trăm, khiến nó đạt khối lượng tới hạn và tạo ra vụ nổ hạt nhân.
Trong một số dạng vũ khí nhiệt hạch, năng lượng từ vụ nổ này sau đó được sử dụng để làm co sập một 'quả nang nhiên liệu hợp hạch' trước khi đốt cháy nó, gây ra phản ứng hợp hạch (xem thiết kế Teller–Ulam). Nói chung, việc sử dụng bức xạ để làm co sập một thứ gì đó – như trong một quả bom khinh khí hoặc trong dung hợp giam hãm bằng quán tính có lái laser – thì được gọi là co sập bức xạ.

### Động lực học chất lưu
Hiện tượng sinh hốc rỗng (bong bóng được hình thành và sụp đổ trong chất lưu) dính líu đến một quá trình co sập. Khi một bong bóng (hốc rỗng) được hình thành trong một chất lỏng (ví dụ, bởi một máy quạt xoay nước tốc độ cao), bong bóng này hay bị sụp đổ nhanh chóng – bị co sập – bởi chất lỏng bao quanh.

### Vật lý thiên văn
Sự co sập là một phần cốt yếu trong sự sụp đổ do lực hấp dẫn của các ngôi sao lớn, có thể dẫn đến sự tạo nên các siêu tân tinh, sao neutron và lỗ đen.
Trong trường hợp phổ biến nhất, phần trong cùng của một ngôi sao lớn (được gọi là lõi) ngừng cháy và khi không còn nguồn nhiệt này, các 'lực giữ cho các electron và proton tách rời nhau' không còn đủ mạnh để làm vậy nữa. Lõi sụp đổ vào chính nó một cách cực kỳ nhanh chóng, và trở thành một ngôi sao neutron hoặc lỗ đen; các 'lớp bên ngoài của ngôi sao nguyên gốc' thì rơi hướng vào trong và có thể bật lại ra khỏi 'ngôi sao neutron mới được tạo ra' (nếu một cái được tạo ra), tạo thành một siêu tân tinh. 

### Co sập ống tia cathode và đèn huỳnh quang
Một 'chân không mức cao' tồn tại trong tất cả các ống tia ca-tốt. Nếu lớp bọc thủy tinh bên ngoài bị hư hại, một vụ co sập nguy hiểm có thể xảy ra. Do sức mạnh của vụ co sập, các mảnh thủy tinh có thể phóng hướng ra ngoài với vận tốc nguy hiểm. Mặc dù CRT hiện đại được sử dụng trong TV và màn hình máy tính có tấm mặt được phủ epoxy hoặc các biện pháp khác để ngăn chặn sự vỡ của lớp bọc, thì CRT mà được tháo ra khỏi thiết bị thì phải được xử trí cẩn thận để tránh gây thương tích cá nhân.